# Cteniza sauvagesi
Cteniza sauvagesi és una espècie d'aranya migalomorfa de la família dels ctenízids (Ctenizidae). Mesura fins a 25 mm de longitud, té un cos rabassut i robust de color marró. Posseeix un prosoma brillant. És una aranya sedentària. La posada d'ous es produeixen al juny, en el fons del cau, i no comporta la creació d'un autèntic capoll. Es troba a Itàlia, Còrsega, Sardenya i Sicília.

Mapa de la distribució aproximada de Cteniza sauvagesi

## Sinònims
- Aranea sauvagii
- Aranea sauvagesii
- Mygale sauvagesi
- Mygale fodiens
- Nemesia fodiens
- Cteniza fodiens

El ctenízid de Còrsega, va ser descrit com a Arenea sauvagii per Pietro Rossi el 1788. El nom es corregeix com a Aranea sauvagesii per Latreille el 1799. L'espècie passa a pertànyer al gènere Mygale per Latreille el 1804, i posteriorment al gènere Cteniza per Ausserer el 1871.
L'espècie Mygale fodiens, es trasllada al gènere Nemesia per Carruccio el 1871, i al gènere Cteniza per Octavius Pickard-Cambridge el 1873, abans de ser reconeguda com a sinònim de Cteniza sauvagesi per Eugène Simon el 1873.